# Les Suspects (film, 2009)
Pour les articles homonymes, voir Les Suspects.
Les Suspects est un court-métrage français réalisé par Sébastien Onomo et dont les premières diffusions ont eu lieu en 2009.

## Synopsis
Alors qu’il était sur le point de démanteler un important réseau de trafic de stupéfiants, un officier en mission d’infiltration est retrouvé mort dans une zone industrielle.
Quelques heures plus tard, deux suspects prétendant être les indics de ce dernier, sont mis en garde à vue. Dès lors, une enquête délicate va débuter entre deux hommes prêts à tout pour survivre, et un commissaire qui va devoir discerner le vrai du faux...

## Fiche technique
- Genre : Policier / Suspense
- Langue de tournage : Français
- Durée : 19 minutes 30
- Format de prise de vue : HD
- Cadre : 16/9
- Traitement : Couleur
- Format du son : Stéréo

- Producteur délégué : Sébastien Onomo (EPUAR)
- Coproducteur : Josselin Cadoudal
- Réalisateur : Sébastien Onomo
- Scénario : Sébastien Onomo et Hervé N’kashama.
- Premier assistant réalisateur : Josselin Cadoudal
- Second assistant réalisateur : Harry Bozino
- Scripte : Maureen Fayolle
- Directeur de la photographie : Jean Philippe Polo
- Ingénieur du son : Olivier Roux
- Montage - effets spéciaux : Benjamin Terres
- Etalonnage : Bruno Mayeur (Ola Viva)
- Montage son - design sonore - mixage : Olivier Roux
- Maquillage : Gwenaëlle Bédouet
- Musique originale : Jorane Cambier

## Distribution
- Kamel Abdous : Vincent Varela/Freddy Canpil
- Julien Courbey : Arto
- Cyril Guei : Tchim
- Hicham Maaroufi : le policier
- Christian Macairet : le commissaire Flint
- Karine Ventalon : Clara Duval

## Anecdotes
- Le film a reçu le soutien du Conseil Général des Yvelines, ainsi que des Universités Paris 3 La Sorbonne Nouvelle, Universités Paris 8 Vincennes - Saint-Denis, et le CROUS de Paris.
- Julien Courbey est le premier comédien à avoir rejoint le projet. Il a d'ailleurs rencontré pour la première fois Cyril Gueï quelques semaines auparavant sur le tournage d'un long-métrage dans lequel ils partagent l'affiche.
- Les séquences du commissariat ont été tournées au Collège Gustave Courbet à Trappes.